# Oaxaca-Blinder-Zerlegung
Die Oaxaca-Blinder-Zerlegung oder Kitagawa-Oaxaca-Blinder-Zerlegung ist ein statistisches Verfahren zur Zerlegung eines Gruppenunterschiedes in den Effekt einer unabhängigen Variablen, die ihrerseits einen entsprechenden Gruppenunterschied aufweist, sowie in einen residualen Gruppenunterschied, der nicht durch die unabhängige Variable vorherzusagen ist. Die Soziologin und Demografin Evelyn M. Kitagawa verwendete das Verfahren als erste in einem 1955 veröffentlichten Paper. Das Verfahren wurde später 1973 von Ronald Oaxaca in einer Untersuchung über den Gender-Pay-Gap angewendet. Der Name verweist außerdem auf den Wirtschaftswissenschaftler Alan Blinder, der im gleichen Jahr eine methodisch ähnliche Arbeit vorlegte.

## Verfahren
Gegeben sei ein lineares Regressionsmodell:
{\displaystyle \mathbf {y} =\beta _{0}+\mathbf {X} \mathbf {\beta } +{\boldsymbol {\varepsilon }}}
Dabei steht {\displaystyle \mathbf {y} } für die abhängige Variable, {\displaystyle \beta _{0}} ist die Regressionskonstante, {\displaystyle \mathbf {X} } ist ein Vektor von unabhängigen Variablen und {\displaystyle \beta } ein Vektor entsprechender Regressionskoeffizienten. {\displaystyle {\boldsymbol {\varepsilon }}} ist der Fehlerterm.
Schätzt man dieses Modell nun in zwei verschiedenen Gruppen, ergibt sich {\displaystyle \mathbf {y} _{A}=b_{A0}+\mathbf {x} _{A}b_{A}} für Gruppe {\displaystyle A} bzw. {\displaystyle \mathbf {y} _{B}=b_{B0}+\mathbf {x} _{B}b_{B}} für Gruppe {\displaystyle B}, wobei {\displaystyle b} jeweils der empirisch geschätzte Wert für {\displaystyle \beta } ist. Dann ist der zu untersuchende Gruppenunterschied {\displaystyle \mathbf {\bar {y}} _{B}-\mathbf {\bar {y}} _{A}}. Um diesen zu ermitteln, setzt man zunächst in die beiden Regressionsgleichungen die Gruppenmittelwerte der Variablen ein. Da der Mittelwert des Fehlerterms {\displaystyle {\boldsymbol {\varepsilon }}} verschwindet, erhalten wir:
{\displaystyle \mathbf {\bar {y}} _{A}=b_{A0}+\mathbf {\bar {x}} _{A}{b}_{A}} bzw. {\displaystyle \mathbf {\bar {y}} _{B}=b_{B0}+\mathbf {\bar {x}} _{B}{b}_{B}}
Anschließend bildet man die gesuchte Differenz durch Subtraktion:
{\displaystyle \mathbf {\bar {y}} _{B}-\mathbf {\bar {y}} _{A}=(b_{B0}+\mathbf {\bar {x}} _{B}{b}_{B})-(b_{A0}+\mathbf {\bar {x}} _{A}{b}_{A})}
Diese Differenz lässt sich nun in mehrere Komponenten zerlegen:
{\displaystyle \mathbf {\bar {y}} _{B}-\mathbf {\bar {y}} _{A}=(b_{B0}-b_{A0})+(\mathbf {\bar {x}} _{B}-\mathbf {\bar {x}} _{A})b_{A}+(b_{B}-b_{A})\mathbf {\bar {x}} _{B}}
Der erste Teil der rechten Seite dieser Gleichung steht nun für den unerklärten (d. h. nicht durch {\displaystyle {\bar {\mathbf {x} }}} aufzuklärenden) Gruppenunterschied in {\displaystyle {\bar {\mathbf {y} }}}. Der zweite Teil steht für den Ausstattungsunterschied unter Annahme des Koeffizienten von Gruppe A. Der dritte Teil repräsentiert den Unterschied in den Koeffizienten bei Annahme gleicher Gruppenmittelwerte (nämlich des empirischen Mittelwertes von Gruppe B).
Es gibt eine zweifache und eine dreifache Zerlegung, wobei die Zerlegung in drei Komponenten als Standardprozedur gilt.

## Anwendung in der Ungleichheitsforschung
Für Oaxaca spielt dieses Verfahren eine zentrale Rolle bei der Quantifizierung von Diskriminierung auf dem Arbeitsmarkt. Es wurde zum Zweck der Berechnung eines sog. Diskriminierungskoeffizienten eingeführt, der definiert ist als
{\displaystyle D={{{W_{m}/W_{f}}-(W_{m}/W_{f})_{0}} \over {(W_{m}/W_{f})_{0}}}},
wobei {\displaystyle W_{m}/W_{f}} das empirische Verhältnis der Löhne bei männlichen und weiblichen Arbeitnehmern ist und {\displaystyle (W_{m}/W_{f})_{0}} das hypothetische Verhältnis bei Abwesenheit von Diskriminierung, d. h. wenn Lohnunterschiede vollständig durch Unterschiede bei unabhängigen Variablen wie Qualifikation zu erklären sind. Um diesen Wert berechnen zu können, ist vorher die oben beschriebene Zerlegung notwendig. Der fehlende Quotient ist dann gegeben durch
{\displaystyle (W_{m}/W_{f})_{0}=(\mathbf {\bar {x}} _{B}-\mathbf {\bar {x}} _{A})b_{A}}.

## Kritik
- Die Methode wurde aus verschiedenen Perspektiven kritisiert. Elder et al. (2009) kommen zu dem Ergebnis, dass die Oaxaca-Zerlegung zwar einige sinnvolle Anwendungen hat, zur Dekomposition von Effekten unabhängiger Variablen und unerklärten Gruppenunterschieden jedoch eine gepoolte multiple Regressionsanalyse mit einer Dummy-Variable für die Gruppenzugehörigkeit besser geeignet ist.[6]

- Obwohl die Soziologin und Demografin Evelyn M. Kitagawa das Verfahren als erste in einem 1955 veröffentlichten Paper verwendete, wird es häufig als Oaxaca-Blinder-Zerlegung bezeichnet. Der Beitrag Kitagawas wird in der Namensgebung dabei nicht berücksichtigt, obwohl die Beiträge von Ronald Oaxaca und Alan Blinder erst fast 20 Jahre später erschienen.

## Originalbeiträge
- Evelyn M. Kitagawa: Components of a Difference Between Two Rates. In: Journal of the American Statistical Association. 50(272), 1955, S. 1168–1194.
- Ronald Oaxaca: Male-Female Wage Differentials in Urban Labor Markets. In: International Economic Review. 14(3), 1973, S. 693–709.
- A. S. Blinder: Wage Discrimination: Reduced Form and Structural Estimates. In: Journal of Human Resources. 8(4), 1973, S. 436–455.